# Bill Self

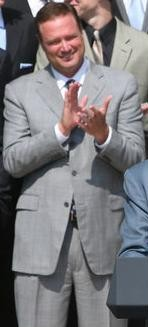
Bill Self 2008 bei einer Ehrung im Weißen Haus

Bill Self (* 27. Dezember 1962 in Okmulgee, Oklahoma) ist ein US-amerikanischer Basketballtrainer. Er trainiert seit 2003 die Mannschaft der University of Kansas, die Kansas Jayhawks.

## Werdegang
Self spielte bis 1985 Basketball an der Oklahoma State University und erlangte einen Hochschulabschluss im Fach Wirtschaftswissenschaft.
Er begann seine Trainerlaufbahn in der Saison 1985/86 als Assistenztrainer von Larry Brown an der University of Kansas. Ab 1986 war er sieben Jahre Assistenztrainer an der Oklahoma State University. 1989 erlangte er dort einen weiteren Hochschulabschluss (Sportbetriebslehre).
1993 übernahm er das Amt des Cheftrainers an der Oral Roberts University (Bundesstaat Oklahoma). 1998 wechselte er an die University of Tulsa und war dort bis 2000 als Trainer tätig. 1999 und 2000 führte er die Hochschulmannschaft in die NCAA-Endrunde, 2000 sogar unter die besten acht Mannschaften. Von 2000 bis 2003 leitete Self die Mannschaft der University of Illinois an. Mit Illinois schloss er die Hauptrunde in der Big Ten Conference zweimal als beste Mannschaft ab, insgesamt erlangte er in seiner dortigen Amtszeit 78 Siege und 24 Niederlagen. In der Saison 2000/01 erreichte Illinois unter seiner Führung die Runde der besten acht Mannschaften in der NCAA-Endrunde.
Self nahm 2003 ein Angebot der University of Kansas an. Er führte Kansas 2008 sowie 2022 zum Gewinn des NCAA-Meistertitels. 2004, 2007, 2011, 2012, 2016, 2017 und 2018 erreichte er mit der Mannschaft die Runde der besten Acht. Von 2012 bis 2013 gehörte sein Sohn Tyler als Spieler zum Aufgebot der Hochschulmannschaft. Neben seinen Aufgaben als Trainer der University of Kansas war Self im Sommer 2015 Cheftrainer der US-Auswahl, die bei der Universiade in Südkorea ihre sämtlichen acht Spiele gewann und Gold holte. Im Sommer 2018 war er Cheftrainer der U18-Nationalmannschaft der Vereinigten Staaten und führte diese ungeschlagen zum Amerikameisterschaftstitel.
Self wurde 2017 in die Naismith Memorial Basketball Hall of Fame aufgenommen. 2000, 2001, 2002, 2003, 2009, 2012 und 2016 stand er in der Endausscheidung bei der Kür zum Trainer des Jahres der NCAA. Die Nachrichtenagentur Associated Press zeichnete ihn 2009 und 2016 als NCAA-Trainer des Jahres aus. 2016 wurde ihm diese Auszeichnung ebenfalls von der Vereinigung der US-Basketballtrainer (NABC) sowie den Zeitschriften USA Today and Bleacher Report zuteil. Er ist einer von sechs Trainern, die die Mannschaften von drei verschiedenen Hochschulen unter die besten acht, die Elite Eight, der ersten NCAA-Division im Basketball führten.
Zu den Spielern, die Self betreute, gehören unter anderen Joel Embiid, Mario Chalmers, Josh Jackson, Brandon Rush, Andrew Wiggins, Thomas Robinson, Cole Aldrich und Tim Gill.